# Mantova Sportiva 1943-1944
Questa pagina raccoglie le informazioni riguardanti la Mantova Sportiva nelle competizioni ufficiali della stagione 1943-1944.

## Stagione
Il Mantova disputa il girone C emiliano gestiti dal Direttorio VII Zona. Con 3 punti si classifica in quarta posizione alle spalle del Modena.

## Rosa
| N. |                   | Ruolo | Calciatore        |
| -- | ----------------- | ----- | ----------------- |
|    | Italia (bandiera) | C     | Baraldi           |
|    | Italia (bandiera) | C     | Renato Cervati    |
|    | Italia (bandiera) | D     | Giovanni Casali   |
|    | Italia (bandiera) | P     | Pietro Dentella   |
|    | Italia (bandiera) | C     | Fausto Denti      |
|    | Italia (bandiera) | D     | Giovanni Faccioli |
|    | Italia (bandiera) | C     | Luigi Faita       |
|    | Italia (bandiera) | C     | Giancarlo Forlani |
|    | Italia (bandiera) | A     | Ermanno Frattini  |
|    | Italia (bandiera) | D     | Alido Grisanti    |

| N. |                   | Ruolo | Calciatore         |
| -- | ----------------- | ----- | ------------------ |
|    | Italia (bandiera) | C     | Piero Gola         |
|    | Italia (bandiera) | D     | Amedeo Grossi      |
|    | Italia (bandiera) | A     | Andrea Lazzarini   |
|    | Italia (bandiera) | A     | Walter Mantovani   |
|    | Italia (bandiera) | A     | Giovanni Margonari |
|    | Italia (bandiera) | P     | Alberto Minari     |
|    | Italia (bandiera) | D     | Napoleone Moretti  |
|    | Italia (bandiera) | D     | Eraldo Pezzini     |
|    | Italia (bandiera) | D     | R. Storti          |
|    | Italia (bandiera) | A     | Iramo Vanz         |

## Statistiche

### Statistiche di squadra
| Competizione        | Punti | In casa | In casa | In casa | In casa | In casa | In casa | In trasferta | In trasferta | In trasferta | In trasferta | In trasferta | In trasferta | Totale | Totale | Totale | Totale | Totale | Totale | DR  |
| Competizione        | Punti | G       | V       | N       | P       | Gf      | Gs      | G            | V            | N            | P            | Gf           | Gs           | G      | V      | N      | P      | Gf     | Gs     | DR  |
| ------------------- | ----- | ------- | ------- | ------- | ------- | ------- | ------- | ------------ | ------------ | ------------ | ------------ | ------------ | ------------ | ------ | ------ | ------ | ------ | ------ | ------ | --- |
| Divisione Nazionale | ..    | ..      | ..      | .       | .       | ..      | ..      | ..           | .            | .            | .            | ..           | ..           | ..     | ..     | .      | .      | ..     | ..     | +.. |

### Statistiche dei giocatori
| Giocatore  | Divisione Nazionale | Divisione Nazionale |
| Giocatore  | Presenze            | Reti                |
| ---------- | ------------------- | ------------------- |
| [[.\|. .]] | 0                   | 0                   |
| [[.\|. .]] | 0                   | 0                   |
| [[.\|. .]] | 0                   | 0                   |
| [[.\|. .]] | 0                   | 0                   |